# Meridià 77 a l'oest
El meridià 77 a l'oest de Greenwich és una línia de longitud que s'estén des del pol Nord travessant l'oceà Àrtic, Groenlàndia, Amèrica, l'oceà Atlàntic, l'oceà Antàrtic, i l'Antàrtida fins al pol Sud.
El meridià 77 a l'oest forma un cercle màxim amb el meridià 103 a l'est. Com tots els altres meridians, la seva longitud correspon a una semicircumferència terrestre, uns 20.003,932 km. Al nivell de l'Equador, és a una distància del meridià de Greenwich de 8.572 km.

## De Pol a Pol
Començant en el pol Nord i dirigint-se cap al pol Sud, aquest meridià travessa:
| Coordenades                             | País, territori o mar | Notes |
| --------------------------------------- | --------------------- | --- |
| 90° 0′ N, 77° 0′ O / 90.000°N,77.000°O  | Oceà Àrtic            | |
| 83° 1′ N, 77° 0′ O / 83.017°N,77.000°O  | Canadà                | Nunavut — Ellesmere |
| 77° 54′ N, 77° 0′ O / 77.900°N,77.000°O | Badia de Baffin       | |
| 73° 21′ N, 77° 0′ O / 73.350°N,77.000°O | Canadà                | Nunavut – illa de Bylot i illa de Baffin |
| 69° 36′ N, 77° 0′ O / 69.600°N,77.000°O | Conca de Foxe         | |
| 69° 25′ N, 77° 0′ O / 69.417°N,77.000°O | Canadà                | Nunavut — Illa Bray |
| 69° 9′ N, 77° 0′ O / 69.150°N,77.000°O  | Conca de Foxe         | |
| 68° 2′ N, 77° 0′ O / 68.033°N,77.000°O  | Canadà                | Nunavut — Illa del Príncep Carles |
| 67° 15′ N, 77° 0′ O / 67.250°N,77.000°O | Conca de Foxe         | |
| 65° 24′ N, 77° 0′ O / 65.400°N,77.000°O | Canadà                | Nunavut — Península de Foxe, Illa de Baffin |
| 64° 15′ N, 77° 0′ O / 64.250°N,77.000°O | Estret de Hudson      | |
| 63° 40′ N, 77° 0′ O / 63.667°N,77.000°O | Canadà                | Nunavut — Península de Foxe, Illa Salisbury |
| 63° 25′ N, 77° 0′ O / 63.417°N,77.000°O | Estret de Hudson      | |
| 62° 32′ N, 77° 0′ O / 62.533°N,77.000°O | Canadà                | Quebec |
| 57° 49′ N, 77° 0′ O / 57.817°N,77.000°O | Badia de Hudson       | |
| 55° 48′ N, 77° 0′ O / 55.800°N,77.000°O | Canadà                | Quebec Ontario — des de 45° 48′ N, 77° 0′ O / 45.800°N,77.000°O |
| 43° 53′ N, 77° 0′ O / 43.883°N,77.000°O | Llac Ontario          | |
| 43° 16′ N, 77° 0′ O / 43.267°N,77.000°O | Estats Units          | Nova York Pennsilvània — des de 42° 0′ N, 77° 0′ O / 42.000°N,77.000°O Maryland — des de 39° 42′ N, 77° 0′ O / 39.700°N,77.000°O Districte de Colúmbia — des de 38° 58′ N, 77° 0′ O / 38.967°N,77.000°O Maryland — des de 38° 49′ N, 77° 0′ O / 38.817°N,77.000°O Virgínia — des de 38° 20′ N, 77° 0′ O / 38.333°N,77.000°O Carolina del Nord — des de 36° 32′ N, 77° 0′ O / 36.533°N,77.000°O |
| 34° 40′ N, 77° 0′ O / 34.667°N,77.000°O | Oceà Atlàntic         | |
| 26° 35′ N, 77° 0′ O / 26.583°N,77.000°O | Bahames               | Man-O-War Cay i Gran Abaco |
| 26° 19′ N, 77° 0′ O / 26.317°N,77.000°O | Oceà Atlàntic         | Passa a l'oest de l'illa d'Eleuthera, Bahames (a 25° 24′ N, 76° 47′ O / 25.400°N,76.783°O) · Passa a l'est de l'illa de Nova Providència, Bahames (a 25° 2′ N, 77° 15′ O / 25.033°N,77.250°O) |
| 21° 31′ N, 77° 0′ O / 21.517°N,77.000°O | Cuba                  | |
| 19° 53′ N, 77° 0′ O / 19.883°N,77.000°O | Mar Carib             | |
| 18° 24′ N, 77° 0′ O / 18.400°N,77.000°O | Jamaica               | |
| 17° 51′ N, 77° 0′ O / 17.850°N,77.000°O | Mar Carib             | |
| 8° 15′ N, 77° 0′ O / 8.250°N,77.000°O   | Colòmbia              | |
| 0° 18′ N, 77° 0′ O / 0.300°N,77.000°O   | Equador               | |
| 2° 43′ S, 77° 0′ O / 2.717°S,77.000°O   | Perú                  | Passa a l'est de Lima (a 12° 2′ S, 77° 2′ O / 12.033°S,77.033°O) |
| 12° 14′ S, 77° 0′ O / 12.233°S,77.000°O | Oceà Pacífic          | |
| 60° 0′ S, 77° 0′ O / 60.000°S,77.000°O  | Oceà Antàrtic         | |
| 72° 41′ S, 77° 0′ O / 72.683°S,77.000°O | Antàrtida             | Territori reclamat per Territori Antàrtic Xilè, Xile i Territori Antàrtic Britànic, Regne Unit |